# Billy Crudup
William Gaither Crudup (Manhasset, Nueva York, 8 de julio de 1968), conocido como Billy Crudup, es un actor estadounidense. Obtuvo un Premio Tony al mejor actor de reparto en una obra de teatro por su participación en The Coast of Utopia.

## Biografía
Crudup nació en Manhasset, Nueva York, siendo nieto de Billy Gaither, un conocido abogado de Florida. Sus padres se divorciaron cuando era niño, y posteriormente volvieron a contraer matrimonio, antes de divorciarse por segunda vez. Crudup tiene dos hermanos: Tommy, productor ejecutivo, y Brooks, también productor. Se mudó de Nueva York junto a su familia, a la edad de ocho años; posteriormente vivió en Texas y luego en Florida. En 1986 se graduó de Saint Thomas Aquinas High School en Fort Lauderdale, Florida.
Crudup estudió en la Universidad de Carolina del Norte en Chapel Hill, donde recibió una diplomatura. Tras esto continuó con su carrera de actuación y se unió a la compañía de teatro Lab!Theatre. Fue miembro de la fraternidad Delta Kappa Epsilon. Posteriormente estudió en la Tisch School of the Arts de la Universidad de Nueva York, donde obtuvo un master en bellas artes en 1994. Tuvo su debut en Broadway en el Lincoln Center con la producción de Tom Stoppard, Arcadia.
Durante sus inicios en la carrera cinematográfica actuó en las películas Sleepers (1996) y Inventing the Abbotts (1997). Su primer papel en una película animada fue en La princesa Mononoke de 1999, donde hizo la voz en inglés de Ashitaka. Luego interpretó a Russell Hammond, el guitarrista en la cinta de Cameron Crowe, Casi famosos (2000). También fue la voz en los comerciales de Mastercard "no tiene precio" desde 1997. En la película El buen pastor de 2006 interpreta al espía británico Arch Cummings.
Crudup recibió una nominación a los Premios Tony por su actuación en El Hombre Elefante y otra por su rol en The Pillowman (2005), donde también actuó Jeff Goldblum. Entre octubre de 2006 y mayo de 2007 participó en las dos partes de The Coast of Utopia, producida por Tom Stoppard en el Lincoln Center; en la obra interpretó al crítico literario Vissarion Belinsky, actuación que fue nominada y finalmente premiada con el Tony.
En 2009 apareció en la película Watchmen basada en el cómic del mismo nombre, la cual fue dirigida por Zack Snyder. En ella interpreta al Dr. Jon Osterman, más conocido como Dr. Manhattan.

### Vida personal
Crudup fue pareja de Mary-Louise Parker entre 1996 y noviembre de 2003. Ambos tuvieron un hijo, William Atticus Parker, que nació el 7 de enero de 2004. En 2004, Crudup confirmó su romance con la actriz Claire Danes, con quien además protagonizó Stage Beauty. La pareja se separó en diciembre de 2006 luego que Danes fuese vista con el actor de Evening Hugh Dancy.[cita requerida]
En 2017, inició una relación de pareja con Naomi Watts. Se casaron en junio de 2023.

## Filmografía

### Cine
| Año  | Título                             | Papel                                     | Notas           |
| ---- | ---------------------------------- | ----------------------------------------- | --------------- |
| 1996 | Sleepers                           | Tommy Marcano                             |                 |
| 1996 | Everyone Says I Love You           | Ken                                       |                 |
| 1997 | Inventing the Abbotts              | John Charles "Jacey" Holt                 |                 |
| 1997 | Grind                              | Eddie Dolan                               |                 |
| 1997 | La princesa Mononoke               | Ashitaka                                  | (voz en inglés) |
| 1998 | Monument Ave.                      | Teddy Timmons                             |                 |
| 1998 | Without Limits                     | Steve Prefontaine                         |                 |
| 1998 | Hi-Lo Country                      | Pete Calder                               |                 |
| 1999 | Jesus' Son                         | FH                                        |                 |
| 2000 | Waking the Dead                    | Fielding Pierce                           |                 |
| 2000 | Casi famosos                       | Russell Hammond                           |                 |
| 2001 | World Traveler                     | Cal                                       |                 |
| 2001 | Charlotte Gray                     | Julien Levade                             |                 |
| 2003 | Big Fish                           | Will Bloom                                |                 |
| 2004 | Stage Beauty                       | Ned Kynaston                              |                 |
| 2005 | Trust the Man                      | Tobey                                     |                 |
| 2006 | Misión imposible 3                 | John Musgrave                             |                 |
| 2006 | El buen pastor                     | Arch Cummings                             |                 |
| 2007 | Dedication                         | Henry                                     |                 |
| 2008 | Pretty Bird                        | Curtis Prentiss                           |                 |
| 2009 | The Ballad of G.I. Joe             | Zartan                                    | Cortometraje    |
| 2009 | Enemigos públicos                  | J. Edgar Hoover                           |                 |
| 2009 | Watchmen                           | Doctor Manhattan                          |                 |
| 2010 | Eat Pray Love                      | Stephen                                   |                 |
| 2011 | Too Big to Fail                    | Timothy Geithner                          |                 |
| 2011 | Thin Ice                           | Randy Kinney                              |                 |
| 2012 | The Watch                          | Paul, el vecino gay de Evan (Ben Stiller) | No acreditado   |
| 2014 | The Longest Week                   | Dylan Tate                                |                 |
| 2014 | Rudderless                         | Sam                                       |                 |
| 2014 | Blood Ties                         | Frank Pierzynski                          |                 |
| 2015 | Spotlight                          | Eric MacLeish                             |                 |
| 2015 | The Stanford Prison Experiment     | Dr. Philip Zimbardo                       |                 |
| 2016 | Youth in Oregon                    | Brian Gleason                             |                 |
| 2016 | Jackie                             | Periodista                                |                 |
| 2016 | 20th Century Women                 | William                                   |                 |
| 2016 | 1 Mile to You                      | Entrenador K                              |                 |
| 2017 | Alien: Covenant                    | Christopher Oram                          |                 |
| 2017 | Liga de la Justicia                | Dr. Henry Allen                           |                 |
| 2019 | Where'd You Go, Bernadette         | Elgie Branch                              |                 |
| 2019 | After the Wedding                  | Oscar                                     |                 |
| 2021 | Liga de la Justicia de Zack Snyder | Dr. Henry Allen                           |                 |
| 2021 | Die in a Gunfight                  | Narrador                                  |                 |

### Televisión
| Año       | Título           | Papel            | Notas                       |
| --------- | ---------------- | ---------------- | --------------------------- |
| 2011      | Too Big to Fail  | Timothy Geithner | Película para la televisión |
| 2017      | Gypsy            | Michael Holloway | 10 episodios                |
| 2019-2021 | The Morning Show | Cory Ellison     | 11 episodios                |

### Teatro
| Año       | Obra                                                                    | Papel                   | Producción                                               | Notas                                                                  |
| --------- | ----------------------------------------------------------------------- | ----------------------- | -------------------------------------------------------- | ---------------------------------------------------------------------- |
| 1994      | America Dreaming                                                        | Robert                  | Vineyard Theatre                                         |                                                                        |
| 1995      | Arcadia                                                                 | Septimus Hodge          | Lincoln Center Theatre                                   |                                                                        |
| 1996      | Bus Stop                                                                | Bo Decker               | Circle in the Square Theatre                             |                                                                        |
| 1997      | The Three Sisters (Las tres hermanas)                                   | Staff Captain Solyony   | Roundabout Theatre                                       |                                                                        |
| 1998      | Oedipus                                                                 | Oedipus                 | Blue Light Theatre Company                               |                                                                        |
| 2001      | Measure for Measure (Medida por medida)                                 | Angelo                  | Teatro Público del Festival de Shakespeare de Nueva York | Shakespeare in the Park                                                |
| 2002      | The Elephant Man (El hombre elefante)                                   | John Merrick            | Royale Theatre                                           | Nominado – Premio Tony al Mejor Actor Principal en una Obra de Teatro  |
| 2002      | The Resistible Rise of Arturo Ui (La resistible ascensión de Arturo Ui) | Flake / Defense Counsel | National Actors Theatre                                  |                                                                        |
| 2004      | The 24 Hour Plays                                                       | Bobby                   |                                                          | Lectura en el escenario                                                |
| 2005      | The Pillowman (El hombre almohada)                                      | Katurian                | Edwin Booth Theatre                                      | Nominado – Premio Tony al Mejor Actor Principal en una Obra de Teatro  |
| 2006–2007 | The Coast of Utopia: Part 2 – Shipwreck                                 | Vissarion Belinsky      | Lincoln Center Theatre                                   |                                                                        |
| 2006–2007 | The Coast of Utopia: Part 1 – Voyage                                    | Vissarion Belinsky      | Lincoln Center Theatre                                   | Ganador – Premio Tony al Mejor Actor de Reparto en una Obra de Teatro  |
| 2009      | The 24 Hour Plays                                                       | Billy                   |                                                          | Lectura en el escenario                                                |
| 2010      | The Metal Children                                                      | Tobin Falmouth          | Vineyard Theatre                                         |                                                                        |
| 2011      | Arcadia                                                                 | Bernard Nightingale     | Ethel Barrymore Theatre                                  | Nominado – Premio Tony al Mejor Actor de Reparto en una Obra de Teatro |
| 2013      | Waiting for Godot (Esperando a Godot)                                   | Lucky                   | Berkeley Repertory Theatre y Cort Theatre                |                                                                        |
| 2013      | No Man's Land (Tierra de nadie)                                         | Foster                  | Berkeley Repertory Theatre y Cort Theatre                |                                                                        |